# Державний Російський драматичний театр імені В. В. Маяковського (Душанбе)
Державний Російський драматичний театр імені В. В. Маяковського — державний російський (російськомовний) драматичний театр у столиці Таджикистану місті Душанбе; один з двох російських драметатрів цієї країни.
Носить ім'я російського поета, публіциста, драматурга і громадського діяча Маяковського Володимира Володимировича.

## Загальні дані
Державний Російський драматичний театр імені В. В. Маяковського розташовувався на душанбинській центральній магістралі в історичній будівлі за адресою: пр. Рудакі, буд. 76, м. Душанбе—734001.
Глядацька зала театру була розрахована на 298 місць.
2016 року історична споруда театру (1929 року побудови) була знесена, а сам театр переведений на південно-східну околицю Душанбе в приміщення колишнього кінотеатру «Таджикистан».
Головний режисер театру — Заслужений артист Республіки Таджикистан Султан Усмонов, випускник Державного інституту театральних мистецтв ім. А. В. Луначарського; директор театру — Сухроб Мірзоєв, також випускник цього інституту.

## Історія
7 листопада 1937 року спектаклем Н. Вірти «Земля» розпочав свою роботу перший у Таджикистані Російський драматичний театр.
Першими виставами колективу були «Волки и овцы» О. М. Островського під керівництвом В. О. Топоркова, «Разлом» Б. А. Лавреньова в постановці Народного артиста СРСР М. М. Яншина.
Від само́го початку діяльності російського драмтеатру в Душанбе, в його спектаклях брали участь численні актори Таджицького академічного театру драми ім. А. Лахуті. Спершу колектив складався з випускників Московського театру-студії, вихованців Народного артиста СРСР О. Д. Дикого. Оскільки театр перший час не мав власного приміщення, спектаклі відбувалися у Душанбинському Будинку офіцерів.
У 1940 році театрові було присвоєно ім'я радянського російського поета-новатора Володимира Маяковського.
У роки ІІ Світової війни (1941—45) театр не припиняв своєї діяльності. У цей період у Будинку офіцерів в Душанбе свої спектаклі ставив також евакуйований з Москви театр Червоної Армії.
У повоєнний час Душанбинський театр В. В. Маяковського став провідним драматичним російськомовним театром і одним з найкращих театрів узагалі в Таджицькій РСР. Трупа часто виїжджала на гастролі, у всі республіки СРСР, її виступи завжди мали великий успіх.
Попри від'їзд значної частини трупи Російського театру на чолі з головним режисером В. Ахадовим до Магнітогорська під час подій 1991—94 рокій, у період після Громадянської війни в Таджикистані колектив відродився, лишившись одним зі значних культурних осередків республіки. У театрі почали працювати нові молоді актори, випускники студії, що існувала при театрі, й вихованці російської групи акторського факультету Таджицького Державного інституту мистецтв ім. М. Турсунзаде.
2016 року історична споруда театру (1929 року побудови) була знесена, а сам театр переведений на південно-східну околицю Душанбе в приміщення колишнього кінотеатру «Таджикистан».

## З репертуару та діяльності
У теперішній час у репертуарі Державного Російського драматичного театру імені В. В. Маяковського — як твори світової класичної та сучасної драматургії. Загалом за свою історію театр поставив близько 400 назв спектаклів. Серед авторів, за творами яких, ставились спектаклі найчастіше — І. Бабель, С. Михалков, К. Гольдоні, Н. Макіавеллі, О. С. Пушкіна та сучасних драматургів Таджикистану.
Від 13 до 19 квітня 2001 року театр з виставою «Закат» за І. Бабелем брав участь у ІІІ-му Міжнародному фестивалі російських театрів країн СНД і Балтії «Встречи в России», що відбувався у Санкт-Петербурзі, і був схвально прийнятий публікою.

## Виноски
1. ↑  Паспорт міста Душанбе [Архівовано 27 серпня 2010 у Wayback Machine.] (рос.) на Офіційний сайт м. Душанбе [Архівовано 6 вересня 2007 у Wayback Machine.]
2. ↑  Державний Російський драматичний театр імені В. В. Маяковського [Архівовано 2010-05-22 у Wayback Machine.] на www.artculture.tj (Календар культурних подій у Таджикистані) [Архівовано 22 травня 2010 у Wayback Machine.] (рос.)
3. 1 2  В Душанбе начали сносить здание русского драмтеатра имени Маяковского. Архів оригіналу за 10 вересня 2017. Процитовано 10 вересня 2017.